# Eli’ezer Kaplan
Eli’ezer Kaplan (hebr.: אליעזר קפלן, ang.: Eliezer Kaplan, ur. 1891 w Mińsku, zm. 13 lipca 1952) – izraelski polityk, w latach 1948–1952 minister finansów, w latach 1949–1950 minister przemysłu  i handlu, w 1952 wicepremier, w latach 1949–1952 poseł do Knesetu z listy Mapai.
W wyborach parlamentarnych w 1949 po raz pierwszy dostał się do izraelskiego parlamentu. Zasiadał w Knesetach I, II kadencji. Zmarł 13 lipca 1952, a mandat objął po nim Awraham Kalfon. Został pochowany na cmentarzu wojskowym na Wzgórzu Herzla.